# Iolo Morganwg
Edward Williams, mer känd under sitt bardnamn Iolo Morganwg, född 10 mars 1747, död 18 december 1826, var en walesisk antikvarie, poet, samlare och förfalskare. Under sin livstid räknades han som en framstående samlare och expert på medeltida kymrisk litteratur, men efter hans död visade det sig att han förfalskat ett stort antal av sina manuskript. Han har ändå haft en bestående inverkan på walesisk kultur, vilket märks mest i hans grundande av Gorsedd y Beirdd, och filosofin i hans förfalskningar har haft en stor inverkan på den tidiga nydruidistiska rörelsen. Williams filosofi innehöll en blandning av kristna influenser och influenser från Arthurlegenden, en romantisering som kan jämföras med William Blakes och den skotska poeten och förfalskaren James MacPhersons. Hans bardnamn betyder ”Iolo från Glamorgan” (Glamorgan stavas Morgannwg på modern kymriska). Iolo är en diminutivform av Iorwerth, den kymriska formen av Edward.

## Tidigt liv
Edward Williams föddes på gården Pen-onn utanför Llancarfan i Glamorgan, Wales och växte upp i byn Trefflemin där han även dog. Han följde sin fars fotspår som stenhuggare. I Glamorgan började han intressera sig för manuskriptsamling och han lärde sig att dikta från poeter såsom Lewis Hopkin, Rhys Morgan och i synnerhet Siôn Bardford. 1773 flyttade han till London där antikvarien Owen Jones presenterade honom för stadens litterära sällskap. 1777 återvände han till Wales där han gifte sig och försökte ägna sig åt jordbruk utan resultat. Det var under den här tiden som han skapade sina första förfalskningar.

## Senare liv
Williams blev tidigt intresserad av att bevara och skydda Wales gamla kulturtraditioner. För att göra detta skapade han ett stort antal manuskript som bevis för sina påståenden att den gamla druidiska traditionen hade överlevt den romerska erövringen, befolkningens konvertering till kristendomen, avrättningen av barder under kung Edwards styre, samt andra motgångar. I sina förfalskningar skapar han en genomarbetad mystisk filosofi som han påstod var en fortsättning på det gamla utövandet av druidism. En bidragande faktor till detta kan ha varit Williams bruk av laudanum.
Williams blev först offentligt uppmärksammad 1789 när han skapade Barddoniaeth Dafydd ab Gwilym, en poesisamling av 1300-talspoeten Dafydd ap Gwilym. I denna utgåva fanns ett stort antal tidigare okända dikter av Dafydd som han påstod att han hade funnit; dessa dikter anses vara Williams första förfalskningar. Succén ledde till att han återvände till London 1791. Där grundade han Gorsedd y Beirdd, ett sällskap av walesiska barder, vid en ceremoni 21 juni 1792 på Primrose Hill. Han organiserade tillvägagångssättet av ceremonin som han påstod grundade sig i gamla druidiska riter. 1794 publicerade han sin egen poesi, som senare blev del av samlingen Poems, Lyric and Pastoral som blev ganska populär.
Williams arbetade tillsammans med Owen Jones och William Owen Pughe med The Myvyrian Archaiology of Wales en samling med medeltida kymrisk litteratur i tre band som publicerades mellan 1801 och 1807. The Myvyrian Archaiology var delvis baserad på manuskript i Williams samling, som innehöll hans förfalskningar. Förfalskningarna innehöll bland annat en falsk Brutkrönika och en bok tillskriven Sankt Cadoc. Det andra bandet, som innehöll de walesiska triaderna, innehöll även förfalskade triader samt ändringar av de äkta som Williams hade gjort.
Efter Williams död sammanställdes några av hans samlingar till The Iolo Manuscripts av hans son, Taliesin Williams som var döpt efter den medeltida poeten Taliesin. Hans texter användes av många forskare och översättare, och användes som en referens av Lady Charlotte Guest när hon översatte prosasamlingen Mabinogion. Hon förlitade sig dock inte på Williams versioner av sagorna förutom när hon översatte Hanes Taliesin. Många av Williams förfalskningar publicerades dock i texten Barddas. Detta verk, som publicerades i två band 1862 och 1874 hävdades vara en översättning av Llywelyn Siôns verk som redogjorde för det walesiska bardsystemets historia. Trots att det inte innehåller någon äkta druidisk lära är det är den mest fullkomliga redogörelsen av den mystiska kosmologi som Williams skapade. Andra verk av Williams är Gweddi'r Derwydd (kymriska: Druidens bön), som än i dag används av Gorsedd y Beirdd och andra nydruidistiska grupper; en avhandling om kymriska versmått, Cyfrinach Beirdd Ynys Prydain, som publicerades postumt 1828 och några hymner som 1812 publicerades som Salmau yr Eglwys yn yr Anialwch.

## Det bardiska alfabetet
Iolo Morganwg skapade ett eget runalfabet som han kallade för Coelbren y Beirdd (”Det bardiska alfabetet”) som sades vara ett alfabet som användes av de gamla druiderna. Det bestod av tjugo bokstäver och tjugo till som utgjorde förlängda vokaler och mutationer. Dessa symboler skulle stå i en träram, en så kallad peithynen.